# Phthiracarus miyamaensis
Phthiracarus miyamaensis är en kvalsterart som beskrevs av K. Fujikawa 2004. Phthiracarus miyamaensis ingår i släktet Phthiracarus och familjen Phthiracaridae. Inga underarter finns listade i Catalogue of Life.